# 陳勉 (永樂進士)
陳勉，字希進，江西宁都人，明朝政治人物、進士。

## 生平
永樂四年（1406年）三甲第六十九名進士。明仁宗初年，升任右副都御史。平定信豐等縣強盜作亂。景泰初年，官至南京右都御史，后致仕而卒。